# Promenade Germaine-Sablon
Ne doit pas être confondu avec Allée Jean-Sablon.
La promenade Germaine-Sablon est une voie située dans le quartier de la Gare du 13e arrondissement de Paris. 
Elle est en cours d'aménagement. En forme d'esplanade piétonne, la promenade dessert les tours Duo de Jean Nouvel depuis 2022.

## Situation et accès
La promenade Germaine Sablon est desservie par la 14 à la station Bibliothèque François-Mitterrand, par la ligne C du RER à la gare éponyme ainsi que par l'arrêt Avenue de France de la ligne de tramway T3a.

## Origine du nom
Elle porte le nom de la résistante et chanteuse française Germaine Sablon (1899-1985), interprète du Chant des partisans, sœur de Jean Sablon.

## Historique
Cette voie est créée dans le cadre de l'aménagement de la ZAC Paris-Rive-Gauche, près d'Ivry-sur-Seine et du boulevard périphérique, sous le nom provisoire de « voie HA/13 ».
Elle a été dénommée à la suite d'une initiative du 13e arrondissement de Paris en septembre 2021. 

## Bâtiments remarquables et lieux de mémoire
- Les tours Duo, de Jean Nouvel
- La Bibliothèque nationale de France
- La place Keith-Haring